# Ioan Andone
Ioan Andone est un footballeur puis entraîneur roumain né le 15 mars 1960 à Spălnaca. Il évoluait au poste de défenseur central.

## Palmarès

### Palmarès de joueur

#### En équipe nationale
- 55 sélections et 2 buts avec l'équipe de Roumanie entre 1981 et 1990.
- Troisième de la Coupe du monde des moins de 20 ans en 1981

#### En club
- Corvinul Hunedoara : 
  - Champion de Roumanie de D2 en 1980

- Dinamo Bucarest : 
  - Champion de Roumanie en 1984 et 1990
  - Vainqueur de la Coupe de Roumanie en 1984, 1986 et 1990
  - Demi-finaliste de la Ligue des champions en 1984
  - Demi-finaliste de la Coupe des coupes en 1990

- Heerenveen :
  - Finaliste de la Coupe des Pays-Bas en 1993

### Palmarès d'entraîneur
- Dinamo Bucarest : 
  - Champion de Roumanie en 2004
  - Vice-champion de Roumanie en 2005
  - Vainqueur de la Coupe de Roumanie en 2004 et 2005
  - Vainqueur de la Supercoupe de Roumanie en 2005
  - Finaliste de la Coupe de Roumanie en 2011

- Omonia Nicosie :
  - Vice-champion de Chypre en 2006

- CFR Cluj :
  - Champion de Roumanie en 2008 et 2012
  - Vainqueur de la Coupe de Roumanie en 2008